# Sant Antoni
Sant Antoni (in spagnolo: San Antonio) è un quartiere della città di Barcellona che fa parte del distretto dell'Eixample.

## Geografia
Il quartier confina con la Gran Via de les Corts Catalanes, la Ronda de Sant Antoni, la Ronda de Sant Pau e l'Avinguda del Paral·lel. Il centro nevralgico del quartiere è rappresentato dal mercato di Sant Antoni, costruito alla fine del XIX secolo e molto popolare per la sua feria di libri antichi e materiale di collezionismo, che si tiene ogni domenica mattina.
L'avinguda Mistral, che dal 1995 è stata trasformata in un'isola pedonale, è l'arteria più viva e dinamica del quartiere.

## Demografia
Nel 2013 il quartiere aveva una popolazione di 38 260 abitanti.